# Uchida Jun
Jun Uchida (sinh ngày 14 tháng 10 năm 1977) là một cầu thủ bóng đá người Nhật Bản.

## Sự nghiệp câu lạc bộ
Jun Uchida đã từng chơi cho Kashima Antlers và Albirex Niigata.